# Мирослав Стојиљковић
Мирослав Стојиљковић (Лесковац, 18. децембар 1942 - Ниш, 26. мај 2021) био је српски хирург и један је од оснивача одељења за Васкуларну хирургију Хируршке клинике у Нишу.

## Биографија
Основну школу и гимназију завршио је у Лесковцу, а Медицински факултет у Београду 1966. године. Лекарску каријеру и специјализацију из хирургије започео је на Одељењу за хирургију у лесковачкој болници, а завршио је на Медицинском факултету у Београду 1975. године. Хируршку и научно-наставну каријеру наставио је 1981. на Хируршкој клиници Медицинског факултета у Нишу. Докторат на тему Значај и место хирурга у тимском решавању проблема дијабетичног стопала одбранио је на Медицинском факултету у Нишу 1984. године и након тога је примљен у стални радни однос на том факултету. 
Стручно се усавршавао у области васкуларне и опште хирургије у Великој Британији и Немачкој. Током каријере увео је многе савремене хируршке технике из области васкуларне и опште хирургије наклиници на којој је радио. Био је члан првог тима који је имплантацију паце макера у Универзитетском клиничком центру у Нишу. Аутор је многих научних радова у домаћим и страним часописима, монографије Акутни дифузни перитонитис и уџбеника Принципи опште хирургије.
Од 2000. до 2006. године био је шеф Катедре за хирургију са ратном хирургијом. Добитник је награда и признања Српског лекарског друштва, Медицинског факултета у Нишу и Београду, града Ниша, града Лесковца, Српске православне цркве.
Пензионисао се 2007. године као редовни професор Медицинског факултета у Нишу.